# Lviv
Lviv (en ucraïnès: Львів, transcrit: Lviv (nom oficial); en ídix: לעמבערג, Lemberyk; en belarús: Львоў, Lvou; en polonès: Lwów; en armeni: Լեհ, Leh; en rus: Львов, Lvov; en alemany, històricament: Lemberg; en llatí: Leopolis) és la capital de l'óblast de Lviv a l'oest d'Ucraïna, i de la regió històrica de Halytxynà (Galítsia). La ciutat és considerada un dels principals centres culturals del país. És la setena ciutat del país per població (717.273 a 01.01.2022).

## Història
Anomenada en honor de Lev (Lleó), fill major de Daniel, rei de Rutènia, va ser la capital del Regne de Galítsia-Volínia de 1272 al 1349, quan va ser conquerida pel rei polonès Casimir III el Gran. Des de 1434, va ser la capital regional del voivodat de Rutènia al Regne de Polònia. El 1772, després de la Primera Partició de Polònia, esdevingué la capital del Regne dels Habsburg de Galítsia i Lodomèria dins l'Imperi Austríac. Durant aquest període la ciutat esdevingué un important centre cultural. El 1910 va arribar a ser la quarta ciutat de l'Imperi Austrohongarès amb una població de 310.000 habitants. El 1918, per poc temps, fou la capital de la República Popular Ucraïnesa Occidental per incorporar-se finalment el 1919 a Polònia. En el període entre guerres, Lviv fou la tercera ciutat de Polònia i el segon centre acadèmic i cultural del país. A més, va ser el centre del voivodat de Lviv de la Segona República Polonesa.
Després de la invasió germano-soviètica de Polònia el 1939, Lviv va passar a formar part de la Unió Soviètica fins al 30 de juny del 1941 quan és conquerida per l'exèrcit alemany. L'agost del mateix any, Lviv, ara reanomenada de nou Lemberg, s'incorpora al Districte de Galítsia dins el Govern General. Durant el període d'ocupació alemanya la població jueva fou perseguida concentrant-la al gueto de Lvov per ser posteriorment traslladats al camp d'extermini de Belzec. Cap als darrers anys de la guerra, entre 1944-46, hi va haver un intercanvi forçat de població entre Polònia i la Ucraïna soviètica, fins al punt que la població polonesa, fins aleshores majoritària, gairebé va desaparèixer de la ciutat. El 1991 es va convertir en part de l'estat independent d'Ucraïna.

## Etimologia i formes del nom

Armes de Lviv, amb el lleó.

Lviv va ser anomenada en honor del príncep Lev (Lleó) Danílovitx (Лев Данилович o Лев I Дани́лович, ca. 1228 - ca. 1301), el fill del fundador de la ciutat, Danilo Hàlitski (Данило Галицький, també Данило I Романович, Danilo I, Romànovitx, 1201—1264). És per això que la simbologia de la ciutat inclou el lleó.
El nom de la ciutat canvia força depenent de l'idioma també a causa de la seva llarga història a cavall de diferents països o imperis:
- ucraïnès: Львів (nom oficial), transcrit: Lviv (o Llviv), transcrit amb sistema científic: L'viv
- polonès: Lwów; Lvou
- belarús: Львоў, Lvou
- jiddisch: לעמבערג, Lemberyk; o לבוב,Lvov
- alemany: Lemberg
- armeni: Լեհ, Leh
- rus: Львов, transcrit: Lvov
- georgià: ლვოვი
- lituà: Lvovas
- letó: Ļviva
- tàtar de Crimea: İlbav
- castellà: Leópolis
- italià: Leopoli
- llatí: Leopolis
- sicilià: Liòpuli
- romanès: Liov

La majoria d'idiomes, però, usen en l'actualitat el nom oficial de Lviv. Antigament fou coneguda a la majoria de països llatins amb variants del llatí Leopolis, com ara Leòpolis, Leópolis o Liòpuli.

## Demografia, etnografia
D'acord amb el cens de l'any 2001, la ciutat tenia 758,500 habitants, el 88,1% dels quals eren ucraïnesos, el 8,9% russos, l'0,9% polonesos, el 0,4% belarussos, el 0,3% jueus i el 0,1% armenis. Unes 200.000 persones més hi venien a treballar diàriament des de la rodalia. Tot i així, hi ha una gran diversitat d'etnicitats que hi viuen o han deixat la seva petjada a la ciutat, a part dels ucraïnesos, en particular la comunitat jueva, armènia i polonesa, amb els seus barris històrics respectius.

## Geografia

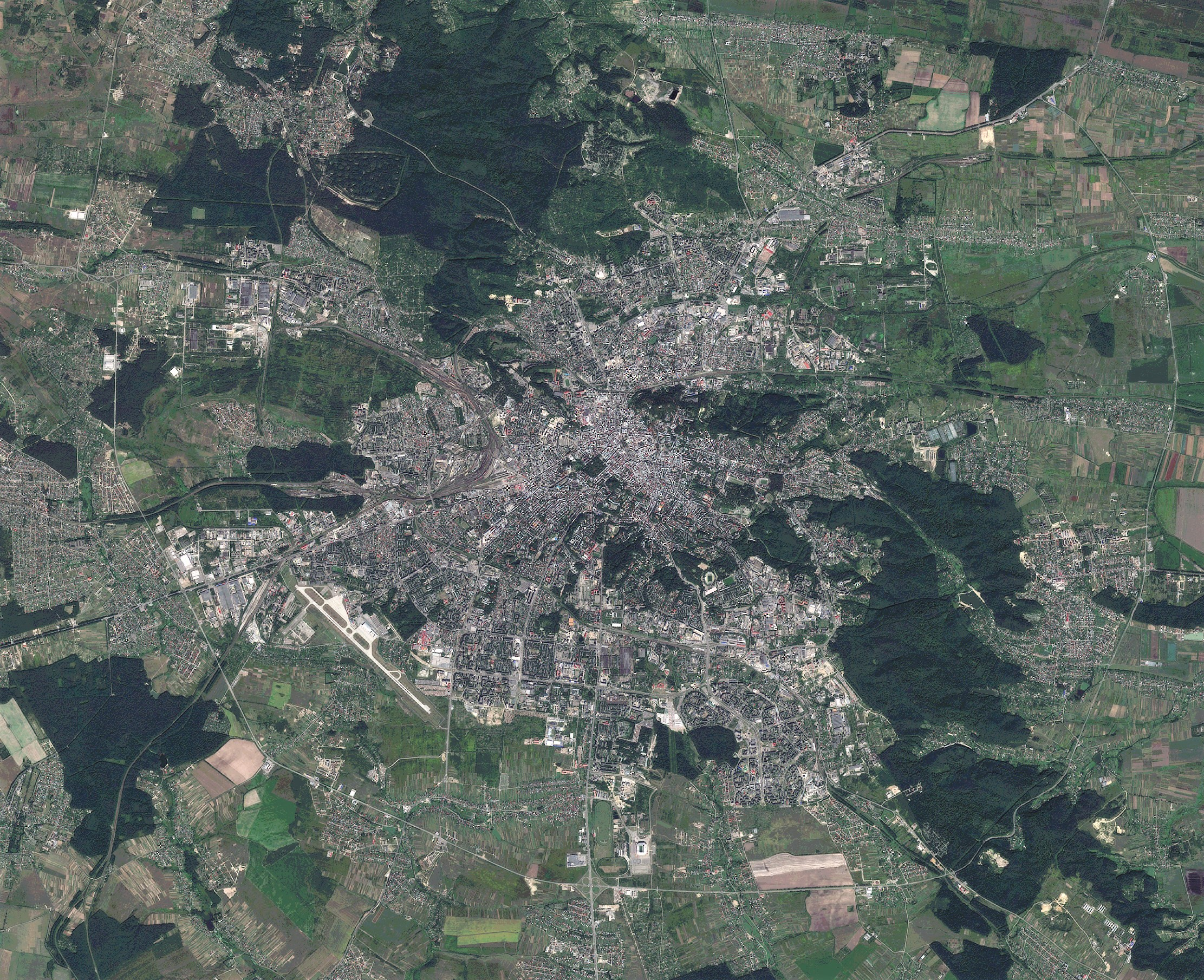
Una vista de satèl·lit de Lviv (Sentinel-2,
14 d'agost de 2017)

Lviv es troba a la vora de la muntanya de Roztochia, a uns 70 km a l'est de la frontera amb Polònia i 160 km al nord de les muntanyes dels Carpats orientals. L'altitud mitjana de Lviv és de 296 m sobre el nivell del mar. El seu punt més alt és el Vysokyi Zamok (Castell Alt), 409 m sobre el nivell del mar. Aquest castell té una vista impressionant del centre històric de la ciutat amb les seves esglésies distintives amb cúpula verda i una arquitectura complexa.
L'antiga ciutat emmurallada es trobava als peus del Castell Alt a la vora del riu Poltva. Al segle xiii el riu servia per transportar mercaderies. A principis del segle xx, la Poltva estava coberta a les zones on travessa la ciutat; el riu flueix directament sota el carrer central de Lviv, l'avinguda de la Llibertat (Prospect Svobody) i el Teatre d'Òpera i Ballet de Lviv.

### Clima
El clima de Lviv és continental humit (classificació climàtica de Köppen Dfb) amb hiverns freds i estius càlids. Les temperatures mitjanes són −3 °C al gener i 18 °C al juliol. La precipitació mitjana anual és de 745 mm amb el màxim a l'estiu. La durada mitjana de la llum solar per any a Lviv és d'unes 1.804 hores.

## Economia i cultura

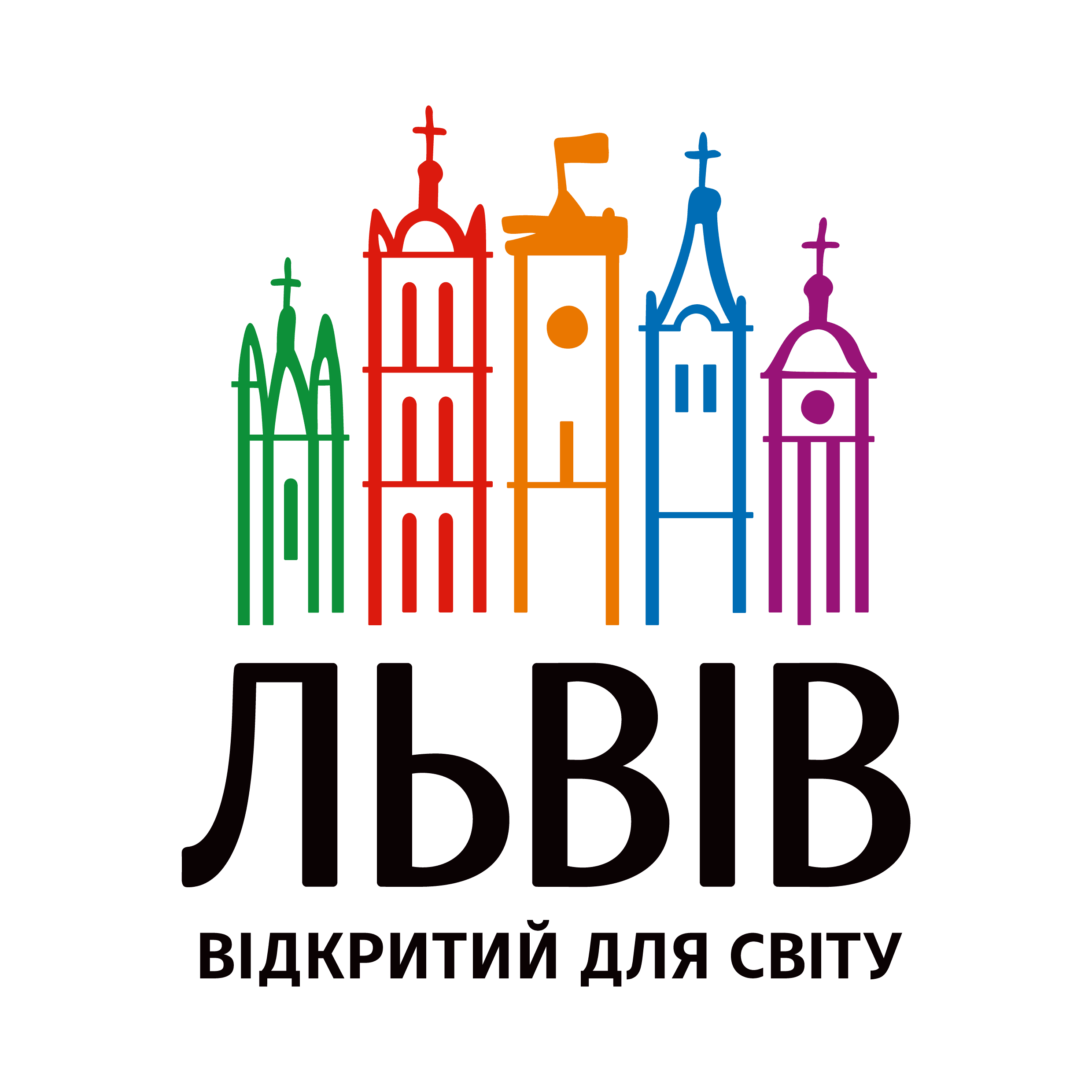
Logo modern de la ciutat, amb les paraules "Lviv, oberta al món".

La ciutat és seu d'una gran quantitat d'indústries i de centres d'educació superior, com ara la Universitat de Lviv i la Universitat Politècnica de Lviv. Té una orquestra filharmònica, a més de l'Òpera de Lviv, en aquest teatre s'estrenà el 1910, dirigida pel músic català Antonio Ribera, l'òpera de Wagner, L'anell del nibelung. El centre històric és Patrimoni de la Humanitat de la UNESCO i té un gran nombre de tresors i meravelles arquitectòniques. Lviv va celebrar el seu 750è aniversari el setembre de 2006.
Lviv és un dels centres culturals més importants d'Ucraïna. És conegut com un centre d'art, literatura, música i teatre. Actualment, l'evidència de la riquesa cultural de la ciutat és el nombre de teatres, sales de concerts i unions creatives, i l'elevat nombre d'activitats artístiques (més de 100 festivals anuals, 60 museus i 10 teatres).

### Arquitectura
Les esglésies, edificis i relíquies històriques de Lviv daten des del segle xiii fins a principis del segle xx (domini polonès i austrohongarès). En els darrers segles, Lviv es va estalviar algunes de les invasions i guerres que van destruir altres ciutats ucraïneses. La seva arquitectura reflecteix diferents estils i períodes europeus. Després dels incendis de 1527 i 1556 Lviv va perdre la majoria dels seus edificis d'estil gòtic, però conserva molts edificis d'estil renaixentista, barroc i clàssic. Hi ha obres d'artistes de la Secessió de Viena, Art Nouveau i Art Déco.
Els edificis tenen moltes escultures i talles de pedra, especialment en grans portes, que tenen centenars d'anys. Les restes d'antigues esglésies esquitxen el paisatge urbà central. Alguns edificis de tres o cinc pisos tenen patis interiors i grutes amagats en diferents estats de conservació. Alguns cementiris són d'interès: per exemple, el cementiri Lychakivskiy on l'elit polonesa va ser enterrada durant segles. Sortint de la zona central, l'estil arquitectònic canvia radicalment a mesura que dominen els blocs de gran alçada de l'època soviètica. Al centre de la ciutat, l'època soviètica es reflecteix principalment en alguns monuments i escultures nacionals d'estil modern.

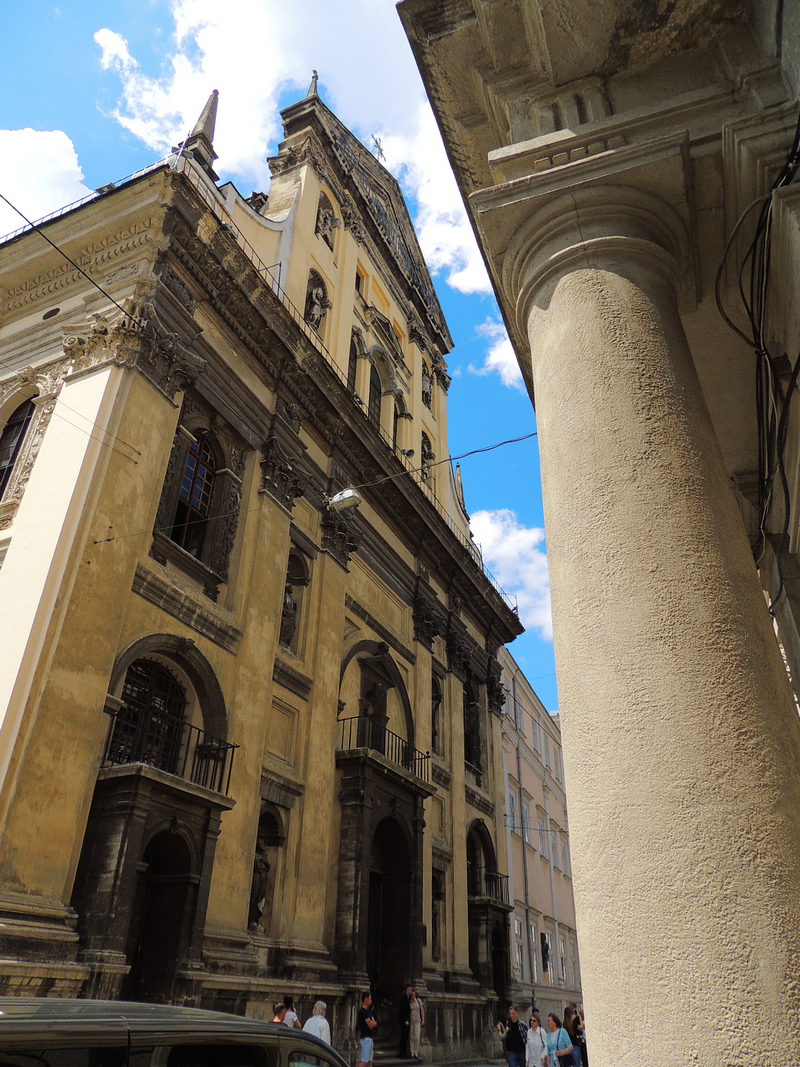
Església de la guarnició de Sants Pere i Pau – Un exemple d'estil barroc a Lviv
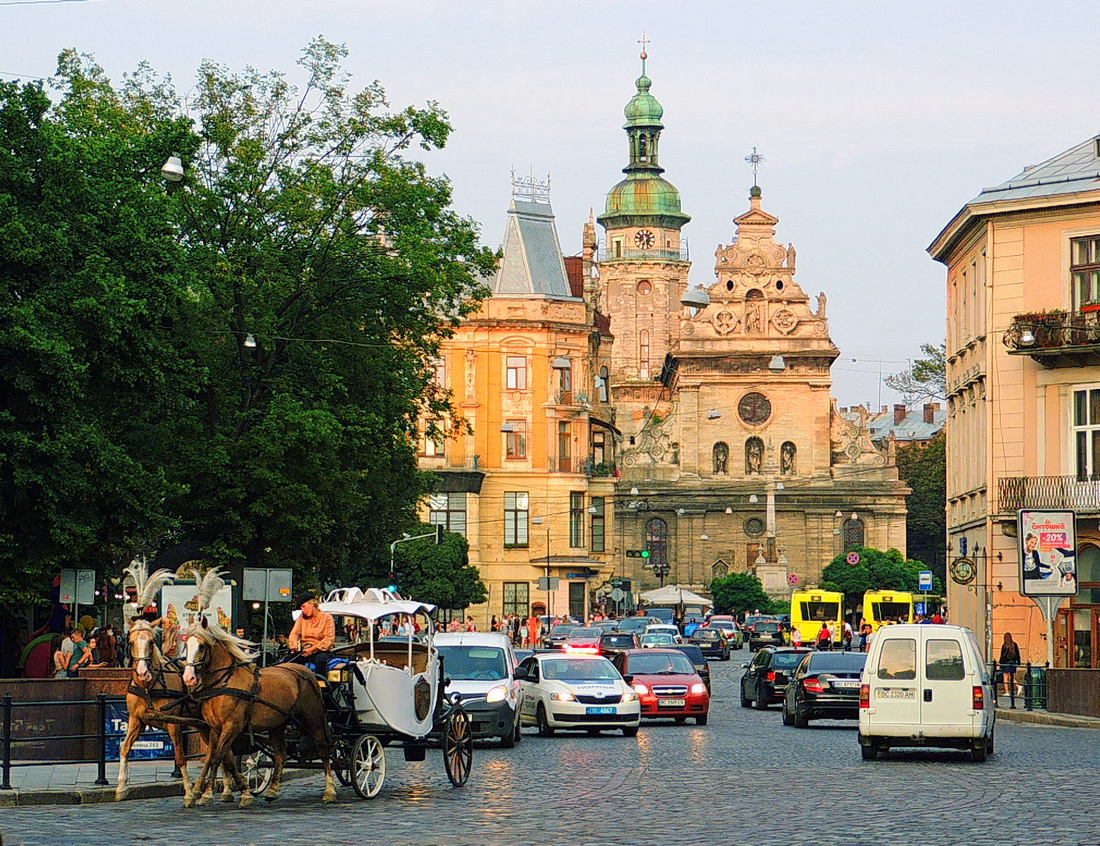
Església i monestir de Bernardes a l'estil del manierisme italià
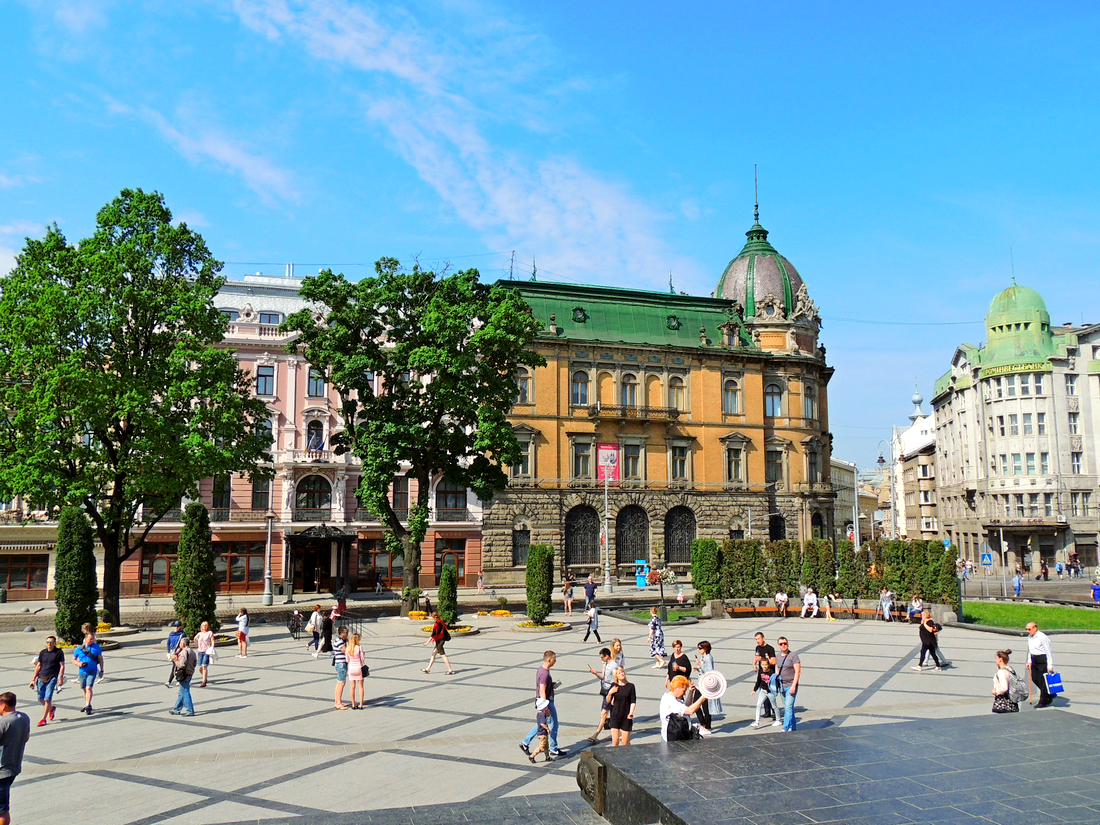
Arquitectura de principis del segle XX a Lviv
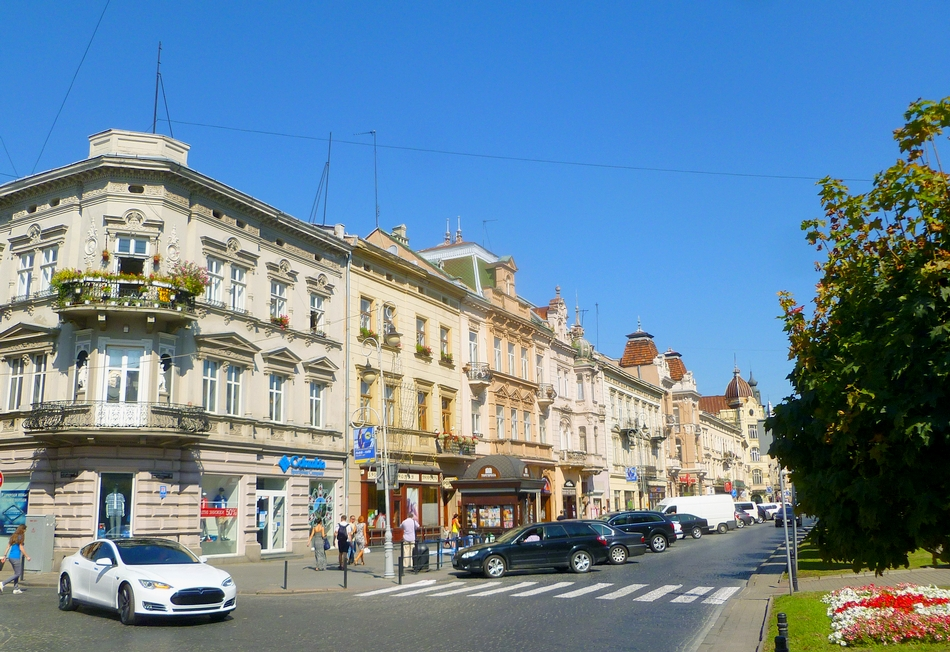
Arquitectura de l'Avinguda Xevtxenko
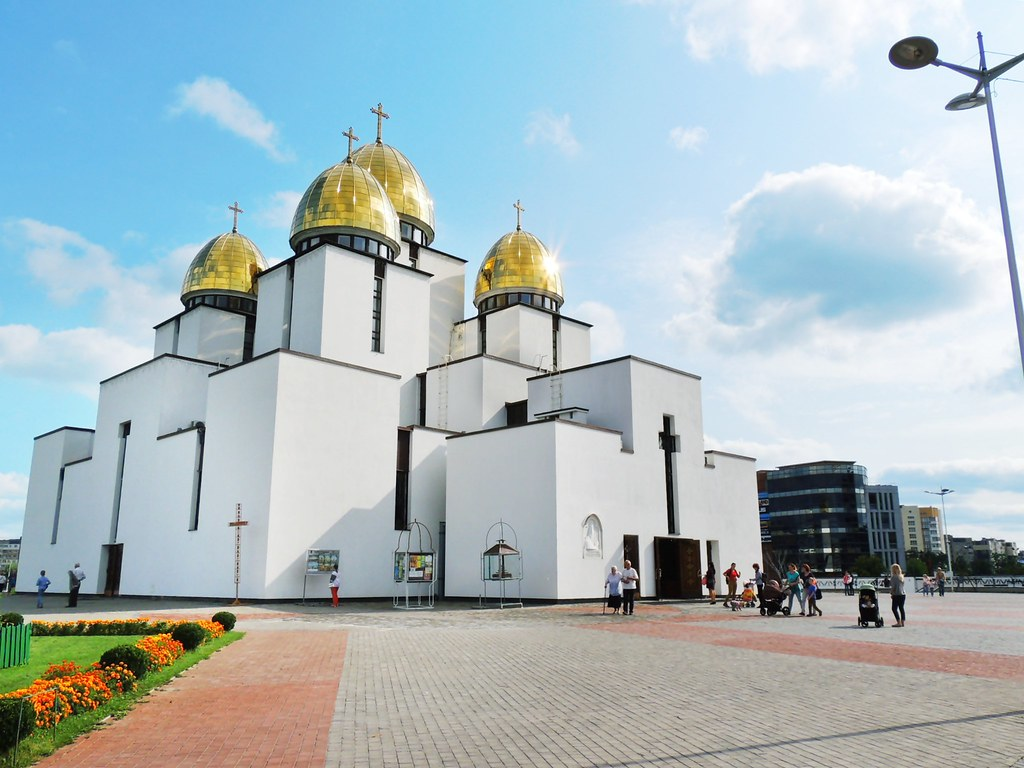
L'Església de la Nativitat de la Santa Verge es va construir entre 1995 i 2001 al districte de Sykhiv
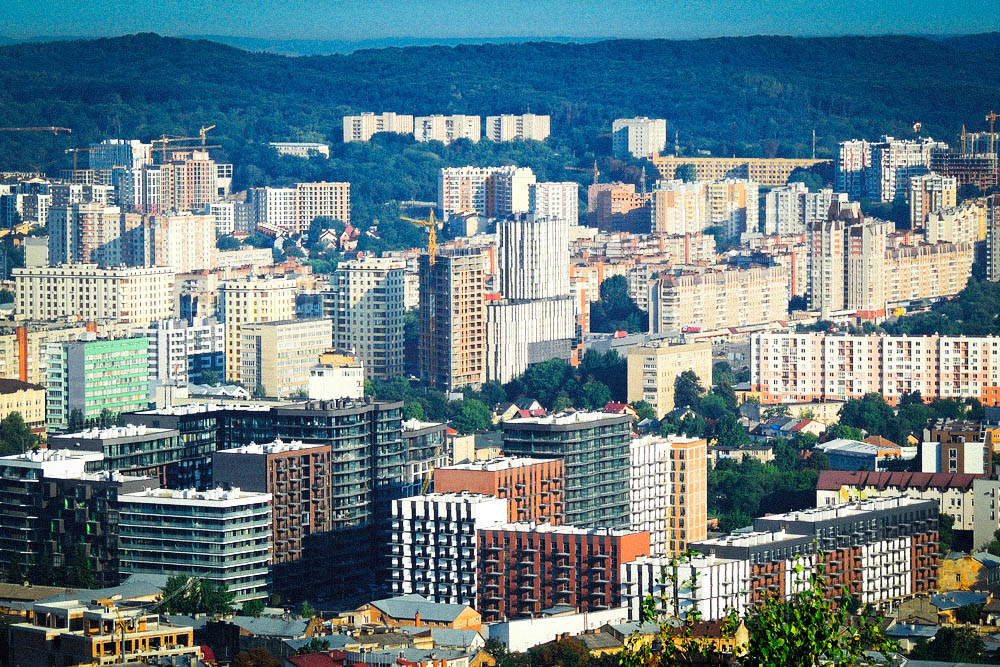
La barreja d'arquitectura moderna i d'època soviètica a la part nord de la ciutat

Les escultures a l'aire lliure de la ciutat commemoren moltes persones i temes notables que reflecteixen la rica i complexa història de Lviv. Hi ha monuments a Adam Mickiewicz, Ivan Frankó, Daniel de Galítsia, Taràs Xevtxenko, Ivan Fedorov, Solomia Kruixelnitska, Ivan Pidkova, Mikhailo Hruixevski, el papa Joan Pau II, Jan Kiliński, Ivan Trush, Sant Jordi, el monument a la Mare de Déu de Bartosz, el monument a la Mare de Déu de Nikwa Bartosz, Švejk, Stepan Bandera, Leopold von Sacher-Masoch, i molts altres.
Durant el període d'entreguerres hi havia monuments que commemoraven personatges importants de la història polonesa. Alguns d'ells van ser traslladats als " territoris recuperats " polonesos després de la Segona Guerra Mundial, com el Monument a Aleksander Fredro, que ara es troba a Breslau, el Monument al rei Joan III Sobieski, que després de 1945 es va traslladar a Gdańsk, i el monument de Kornel Ujejski, que ara es troba a Szczecin. Un mercat de llibres té lloc al voltant del monument a Ivan Fеdorovych, un tipògraf del segle XVI que va fugir de Moscou i va trobar una nova llar a Lviv.
Noves idees van arribar a Lviv durant el domini austrohongarès. Al segle XIX es van establir moltes editorials, diaris i revistes. Entre aquests hi havia l’Ossolineum, que era una de les biblioteques científiques poloneses més importants. La majoria de llibres i publicacions en polonès de la biblioteca Ossolineum encara es conserven en una església jesuïta local. El 1997 el govern polonès va demanar al govern ucraïnès que retornés aquests documents a Polònia. L'any 2003, Ucraïna va permetre l'accés a aquestes publicacions per primera vegada. El 2006, una oficina de l'Ossolineum (ara a Breslau) es va obrir a Lviv i va començar a escanejar tots els seus documents. Les obres escrites a Lviv van contribuir a la literatura austríaca, ucraïnesa, ídix i polonesa, amb multitud de traduccions.

### Religió
Lviv és una ciutat de varietat religiosa. Religió (2012): catòlica: 57% (Església grega catòlica ucraïnesa 56% i Església catòlica romana 1%), ortodoxa: 32%, protestantisme: 2%, judaisme: 0,1%, altra religió: 3%, indiferent a les qüestions religioses: 4%, ateisme: 1,9%.

## Fills il·lustres
- Michal Boym (1612 - 1654) jesuïta, missioner a la Xina.
- Joseph Roth (1894-1939, escriptor jueu en llengua alemanya, autor de la novel·la La Marxa Radetzky
- Mieczyslaw Horzowski (1892-1993) pianista.
- Karl Lipinski (1790-1861) violinista i compositor, que va hi passar pràcticament tota la seva vida i va morir en aquesta ciutat.
- Franz Doppler (1822-1882) compositor i músic.
- Wojciech Kilar (1932-2012) compositor.
- Max Ettinger (1874-1951) compositor.
- Zdzisław Jachimecki (1882-1953) compositor i musicòleg.
- Johann Anton Mederitsch (1752-1835) compositor musical.
- Jakob Philipp Kulik (1793-1863) matemàtic
- Stanisław Lem (1921-2006) escriptor
- Tadeusz Jarecki (1888-1955) compositor i director d'orquestra
- Tadeusz Kassern (1904-1957) compositor
- Juliusz Schauder (1899-1943), matemàtic

## Notes i referències

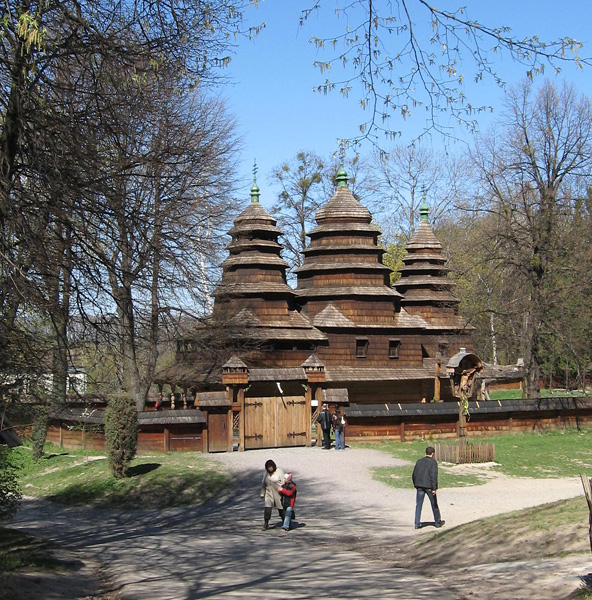
Església portada del poble de Kryvka (Кри́вка, a l'óblast de Lviv), forma part del museu d'arquitectura tradicional de Xevtxenkivskyi Hai a Lviv. És un exemple d'arquitectura dels boiky o boikos, als Carpats.

## Galeria d'imatges

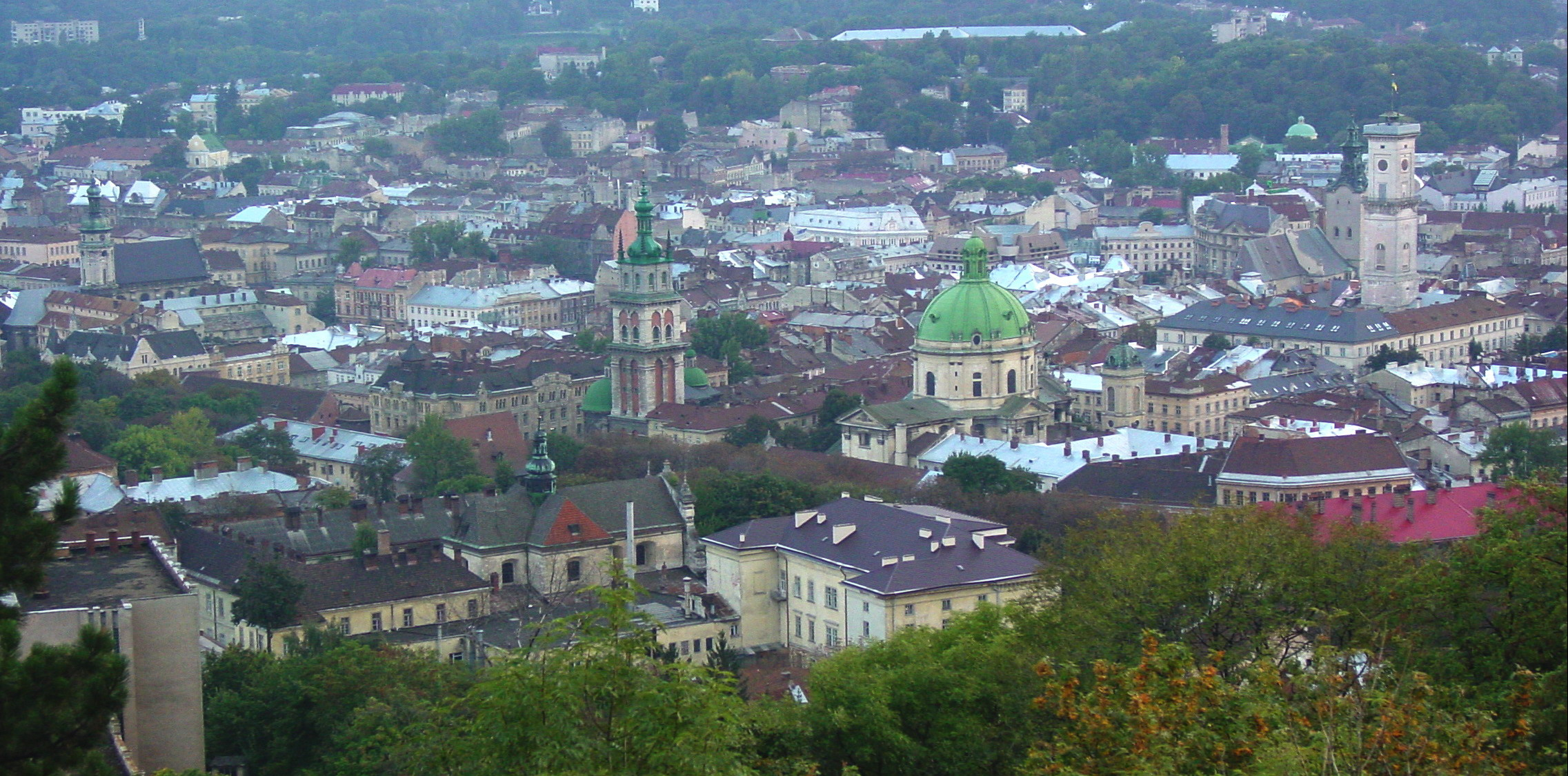
Vista des del Castell Alt.
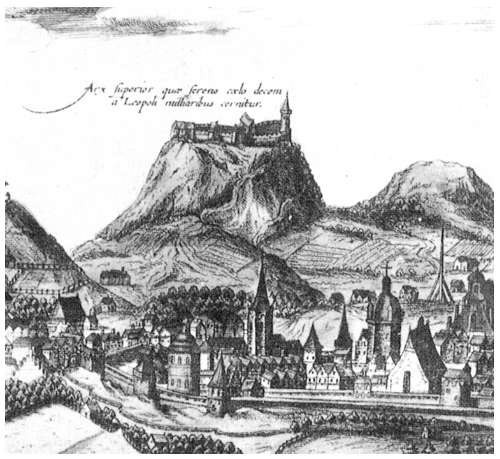
Vista d'una part de Lviv amb el Castell Alt a segon pla, en un gravat del.